# جيرترود بيرغ
جيرترود بيرغ (بالإنجليزية: Gertrude Berg)‏ (3 أكتوبر 1899 - 14 سبتمبر 1966) ممثلة وكاتبة سيناريو ومنتج أمريكية وتعتبر رائدة الراديو الكلاسيكية . كانت واحدة من أوائل النساء اللاتي عملن في كتابة وإنتاج وتمثيل فيلم ناجح طويل عندما عرضت لأول مرة مسلسلها الدرامي الكوميدي صعود غولدبرغ (1929)، والذي عُرف فيما بعد باسم الغولدبرغز. تضمنت إنجازاتها المهنية الفوز بجائزة توني وجائزة إيمي لأفضل ممثلة.

## حياتها ومسيرتها المهنية
ولدت باسم بيرغ تيلي إدلشتاين في عام 1899 في شرق هارلم حي مانهاتن، مدينة نيويورك، والداها هما جاكوب ودينا إدلشتاين، من مواطني روسيا وإنجلترا، على التوالي. ووالدة بيرغ غير المستقرة بشكل مزمن، دينا، حزينة على وفاة ابنها الصغير، تعرضت لسلسلة من الانهيارات العصبية وتوفيت لاحقًا في المصحة. وتيلي، التي عاشت مع عائلتها في شارع ليكسينغتون، تزوجت لويس بيرغ في عام 1918؛ كان لديهما طفلان، تشيرني (1922-2003) وهارييت (1926-2003). وقد تعلمت المسرح أثناء إنتاج مسرحيات تمثيلية في منتجع والدها جبال كاتسكيلز في فليشمانس، نيويورك.

## روابط خارجية
- جيرترود بيرغ على موقع IMDb (الإنجليزية)
- جيرترود بيرغ على موقع الموسوعة البريطانية (الإنجليزية)
- جيرترود بيرغ على موقع أول موفي (الإنجليزية)
- جيرترود بيرغ على موقع قاعدة بيانات برودواي على الإنترنت (الإنجليزية)
- جيرترود بيرغ على موقع إن إن دي بي (الإنجليزية)
- جيرترود بيرغ على موقع قاعدة بيانات الفيلم (الإنجليزية)
- جيرترود بيرغ على الإذاعة الوطنية العامة
- Gertrude Berg Honoree at The Paley Center for Media
- Syracuse University: Gertrude Berg Papers
- Interview with Fred Rogers Gertrude Berg on the PBS show Children's Corner, Archive of American Television interview with Fred Rogers, part 4 of 9, about ten minutes into the program.
- Webcast on Gertrude Berg, The Paley Center for Media, "From The Goldbergs to 2005: The Evolution of the Family Sitcom" (November 16, 2005)